# FIS Marathon Cup 2012/2013
FIS Marathon Cup 2006/2007 var den fjortonde upplagan av FIS Marathon Cup, arrangerat av Worldloppet Ski Federation.

## Deltävlingar
Säsongen 2012/2013 ingick nio tävlingar i FIS Marathon Cup (varav en blev inställd). Finlandialoppet, Vasaloppet och Birkebeinerrennet utgick ur säsongens program, medan American Birkebeiner i USA tillkom som nytt lopp.
- La Sgambeda,  Italien
- Jizerská padesátka,  Tjeckien
- Dolomitenlauf,  Österrike
- Marcialonga,  Italien
- König-Ludwig-Lauf,  Tyskland
- La Transjurassienne,  Frankrike
- Tartu Maraton,  Estland
- American Birkebeiner,  USA
- Engadin Skimarathon,  Schweiz

## Tävlingar

### Herrar
|    | Datum        | Ort                              | Distans        | Etta              | Tvåa              | Trea                 |
| -- | ------------ | -------------------------------- | -------------- | ----------------- | ----------------- | -------------------- |
| 1. | 16 dec 2012  | Livigno - La Sgambeda            | 42 km fristil  | Petter Northug    | Matti Heikkinen   | Toni Livers          |
| 2. | 13 jan 2013  | Bedřichov - Jizerská Padesátka   | 50 km klassisk | Anders Aukland    | Lukáš Bauer       | Jørgen Aukland       |
| 3. | 20 jan 2013  | Lienz - Dolomitenlauf            | 42 km fristil  | Sergio Bonaldi    | Martin Bajčičák   | Petter Northug       |
| 4. | 27 jan 2013  | Predazzo - Marcialonga           | 70 km klassisk | Jørgen Aukland    | Stanislav Řezáč   | Anders Aukland       |
| 5. | 3 feb 2013   | Oberammergau - König-Ludwig-Lauf | 42 km fristil  | Tävlingen avbröts | Tävlingen avbröts | Tävlingen avbröts    |
| 6. | 10 feb 2013  | Lamoura - Transjurassienne       | 76 km fristil  | Benoît Chauvet    | Adrien Mougel     | Emilien Buisson      |
| 7. | 17 feb 2013  | Otepää - Tartu Maraton           | 63 km klassisk | Simen Østensen    | Jörgen Brink      | Anders Aukland       |
| 8. | 23 feb 2013  | Hayward - American Birkebeiner   | 52 km fristil  | Sergio Bonaldi    | Fabio Santus      | Alan Martinelli      |
| 9. | 10 mars 2013 | Samedan - Engadin Skimarathon    | 42 km fristil  | Pierre Guedon     | Cristian Zorzi    | Christophe Perrillat |

### Damer
|    | Datum        | Ort                              | Distans        | Etta                 | Tvåa               | Trea                 |
| -- | ------------ | -------------------------------- | -------------- | -------------------- | ------------------ | -------------------- |
| 1. | 16 dec 2012  | Livigno - La Sgambeda            | 42 km fristil  | Riitta-Liisa Roponen | Kaciaryna Rudakowa | Seraina Boner        |
| 2. | 13 jan 2013  | Bedřichov - Jizerská Padesátka   | 50 km klassisk | Valentyna Sjevtjenko | Seraina Boner      | Aino-Kaisa Saarinen  |
| 3. | 20 jan 2013  | Lienz - Dolomitenlauf            | 42 km fristil  | Olga Michajlova      | Tatjana Mannima    | Antonella Confortola |
| 4. | 27 jan 2013  | Predazzo - Marcialonga           | 70 km klassisk | Seraina Boner        | Laila Kveli        | Tatjana Jambajeva    |
| 5. | 3 feb 2013   | Oberammergau - König-Ludwig-Lauf | 42 km fristil  | Tävlingen avbröts    | Tävlingen avbröts  | Tävlingen avbröts    |
| 6. | 10 feb 2013  | Lamoura - Transjurassienne       | 57 km fristil  | Célia Bourgeois      | Stephanie Santer   | Valentyna Sjevtjenko |
| 7. | 17 feb 2013  | Otepää - Tartu Maraton           | 63 km klassisk | Sandra Hansson       | Stephanie Santer   | Ursina Badilatti     |
| 8. | 23 feb 2013  | Hayward - American Birkebeiner   | 52 km fristil  | Caitlin Gregg        | Tatjana Mannima    | Caitlin Patterson    |
| 9. | 10 mars 2013 | Samedan - Engadin Skimarathon    | 42 km fristil  | Riitta-Liisa Roponen | Seraina Boner      | Anouk Faivre-Picon   |